# 稲梓村
稲梓村（いなずさむら）は静岡県の東部、賀茂郡に属していた村。現在の下田市の北半にあたる。

## 地理
- 河川：稲生沢川
- 山：大平山、婆娑羅山、宝録岳、小松野山
- 峠：バサラ峠

## 歴史
- 1889年（明治22年）4月1日 - 町村制の施行により、箕作村、須原村、落合村、宇土金村、椎原村、加増野村、横川村、相玉村、北湯ヶ野村、堀之内村、荒増村が合併して発足。稲梓村の周辺は古くから稲梓郷や稲梓里の名で知られていたのが村名の由来である。稲梓の地名が最初に登場したのは735年で、伊豆国賀茂郡稲梓郷稲梓里の占部石麻呂と言う人物が調の麁堅魚を貢納したとする木簡が平安京から出土している。
- 1955年（昭和30年）3月31日 - 下田町、稲生沢村、稲梓村、浜崎村、朝日村、白浜村を廃し、その区域をもって下田町を設置[1]。

## 交通

### 鉄道路線
現在は伊豆急行線稲梓駅が所在するが、当時は未開業。

### 道路
- 下田街道（現国道414号）

## 名所・旧跡・観光スポット・祭事・催事
- 下田温泉（観音温泉、相玉温泉）
- 横川温泉